# Lamb of God
I Lamb of God (a volte abbreviato in LOG) sono un gruppo musicale statunitense, tra i maggiori esponenti della New wave of American heavy metal, formatosi nel 1990 a Richmond, in Virginia.

## Storia del gruppo

### I Burn the Priest

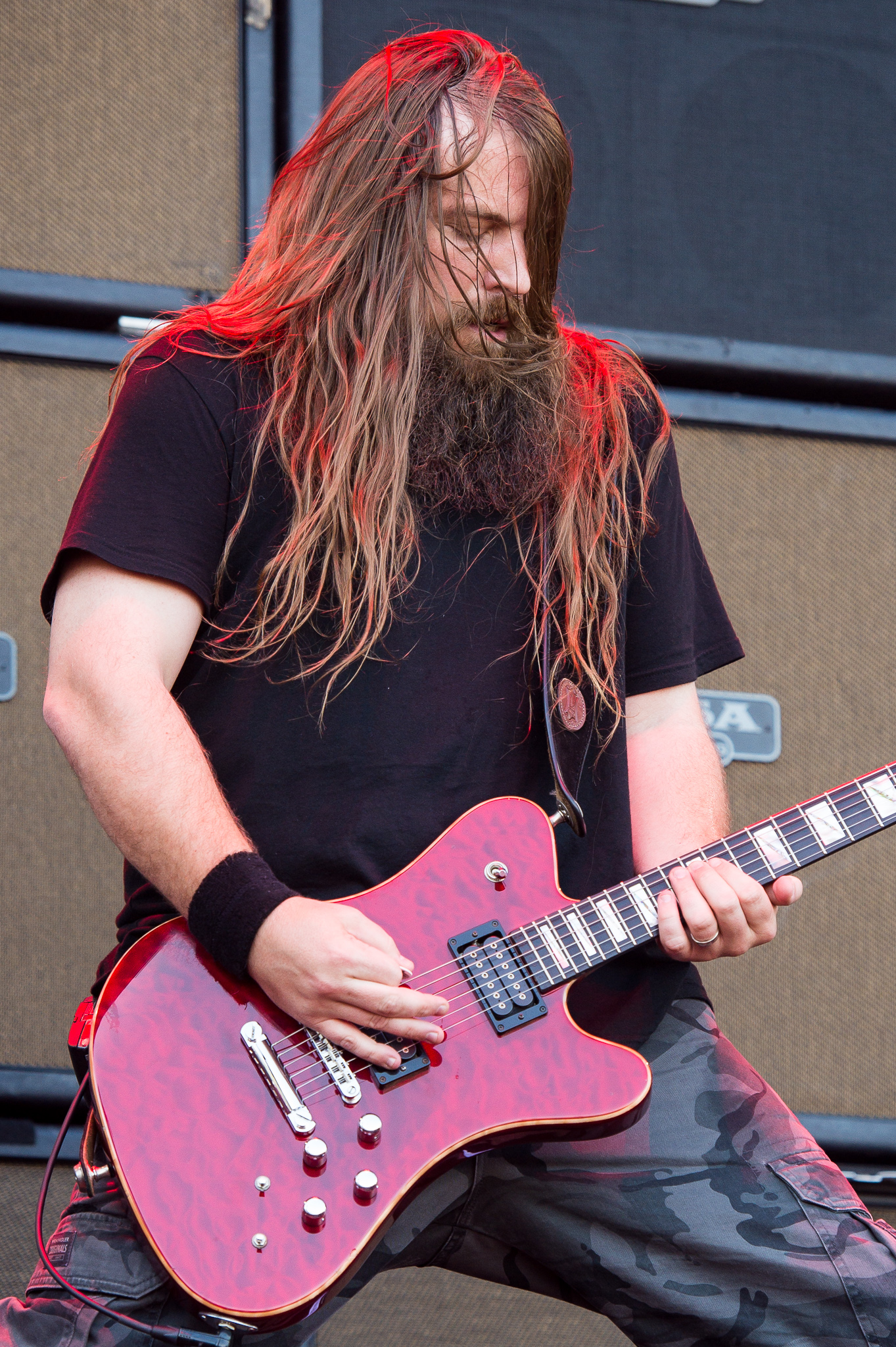
Mark Morton

Le origini della band risalgono al 1990, quando il batterista Chris Adler, il chitarrista Mark Morton e il bassista John Campbell erano compagni nella stessa università e formarono i Burn the Priest. Dopo la conclusione degli studi, Morton si sposta a Chicago per aspirazioni personali, ma il gruppo continua ad esistere e a realizzare demo.
Subentra un altro chitarrista, Abe Spear e successivamente anche il cantante Randy Blythe. Trovato un contratto discografico con la Legion Records, la formazione incide e pubblica il primo album in studio, intitolato Burn the Priest. Spear abbandona la band e al suo posto subentra il fratello di Chris Adler, Willie Adler. Dopo l'uscita del primo album, i Burn the Priest pubblicano due split, prima di cambiare il proprio nome nel definitivo Lamb of God, scelto per sviare i sospetti di satanismo di cui era stato accusato il gruppo. Già allora erano ricordati per la loro precedente carriera e per il nuovo nome a tinte blasfeme, e molte delle loro esibizioni erano boicottate specialmente dalle associazioni cristiane ed etiche statunitensi.

### Cambio di nome,New American Gospel
Dopo il cambio di nome, la band inizia la scalata al successo e firma un contratto con la Prosthetic Records. Nel 2000 esce New American Gospel. L'album rimane per la band un ottimo esordio, con la presenza di pezzi importanti per i Lamb come Black Label e Pariah. Il sound è ancora impregnato di sonorità tipiche del metalcore, molto primitivo ma sicuramente innovativo per l'inizio del nuovo millennio.
Grazie al disco, i Lamb of God hanno modo di farsi conoscere con una lunga tournée di due anni, riscuotendo un accettabile consenso negli spettatori, partecipando da co-headliner nei Festival Open Air Metal.

### Evoluzione e successo commerciale

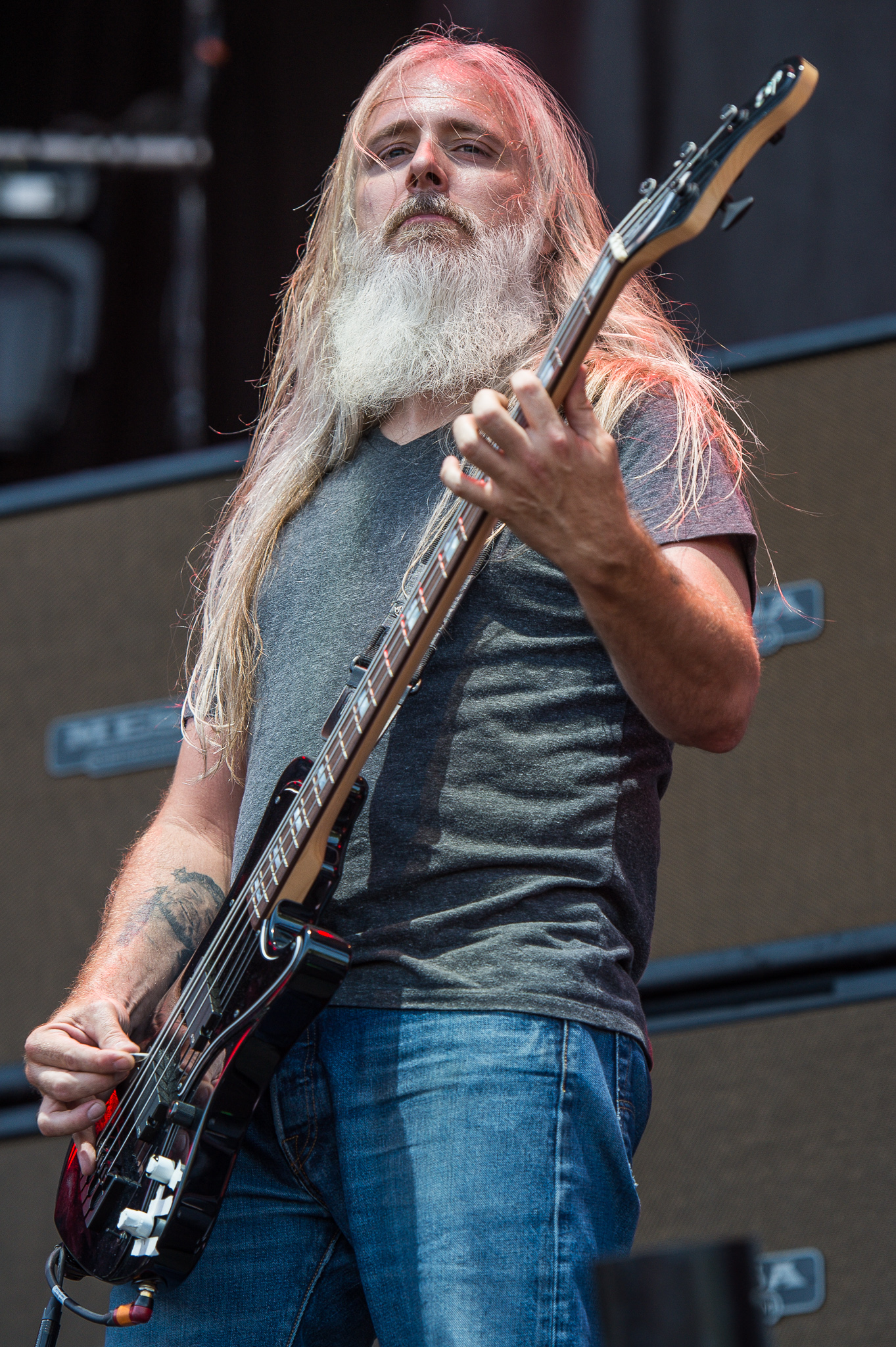
John Campbell

Nel 2003 è stata la volta di As the Palaces Burn, che riconferma il successo del gruppo grazie ai premi assegnati da magazine come Revolver Magazine e Metal Hammer. L'album si apre con un urlo bestiale del cantante nella canzone Ruin, uno dei pezzi più gettonati del quintetto, seguito poi da brani come 11th Hour (di cui fu girato anche un videoclip), l'omonimo As the Palaces Burn e Vigil. L'album è ancora oggi considerato un misto di thrash metal e hardcore punk, con forti influssi death metal. Rimane uno dei capisaldi del genere groove, e una delle poche pubblicazioni ad aver combinato moltissime correnti musicali, in base agli stili di ciascuno strumentista. Dopo quest'album, la band va in tour per un anno intero preparando anche il successivo album.
Il combo statunitense torna on the road con un tour da headliner prima di firmare un contratto con la Epic Records. Nell'autunno del 2003 i Lamb of God sono co-headliner all'MTV's Headbanger's Ball Tour e sono pronti per dare vita all'album successivo, Ashes of the Wake; nel frattempo esce il loro primo DVD, Terror and Hubris, che raccoglie 2 video, Ruin e Black Label, diverse performance live della band e varie riprese del backstage: il disco riscuote un ottimo successo, posizionandosi al numero 32 della Billboard Music DVD Charts.
Dopo aver registrato tre album per etichette indipendenti, utilizzando tutto il tempo desiderato, i Lamb of God si ritrovano a registrare in 5 mesi il nuovo album, ma questo non intacca per nulla l'alto livello qualitativo del gruppo; ne esce un album che corona 10 anni di sacrifici e che comprende pezzi di altissimo livello come Laid To Rest, Hourglass e l'omonima Ashes of the Wake. Comincia il tour di supporto ad Ashes of the Wake e il combo suona nel second stage dell'Ozzfest 2004 e appare, anche se sotto forma di demo, nell'Ozzfest 2004 Sampler.
Come si sentirà spesso dire (anche da loro stessi), i Lamb of God non suonano il classico heavy metal composto da strofa/ritornello/strofa/ritornello/solo/outro; le canzoni sono caratterizzate da frequenti parti progressive e strutture particolari. La dimostrazione sta nelle particolari e artificiose strutture musicali create nelle loro canzoni, specie in Ashes of the Wake.

### Sacrament

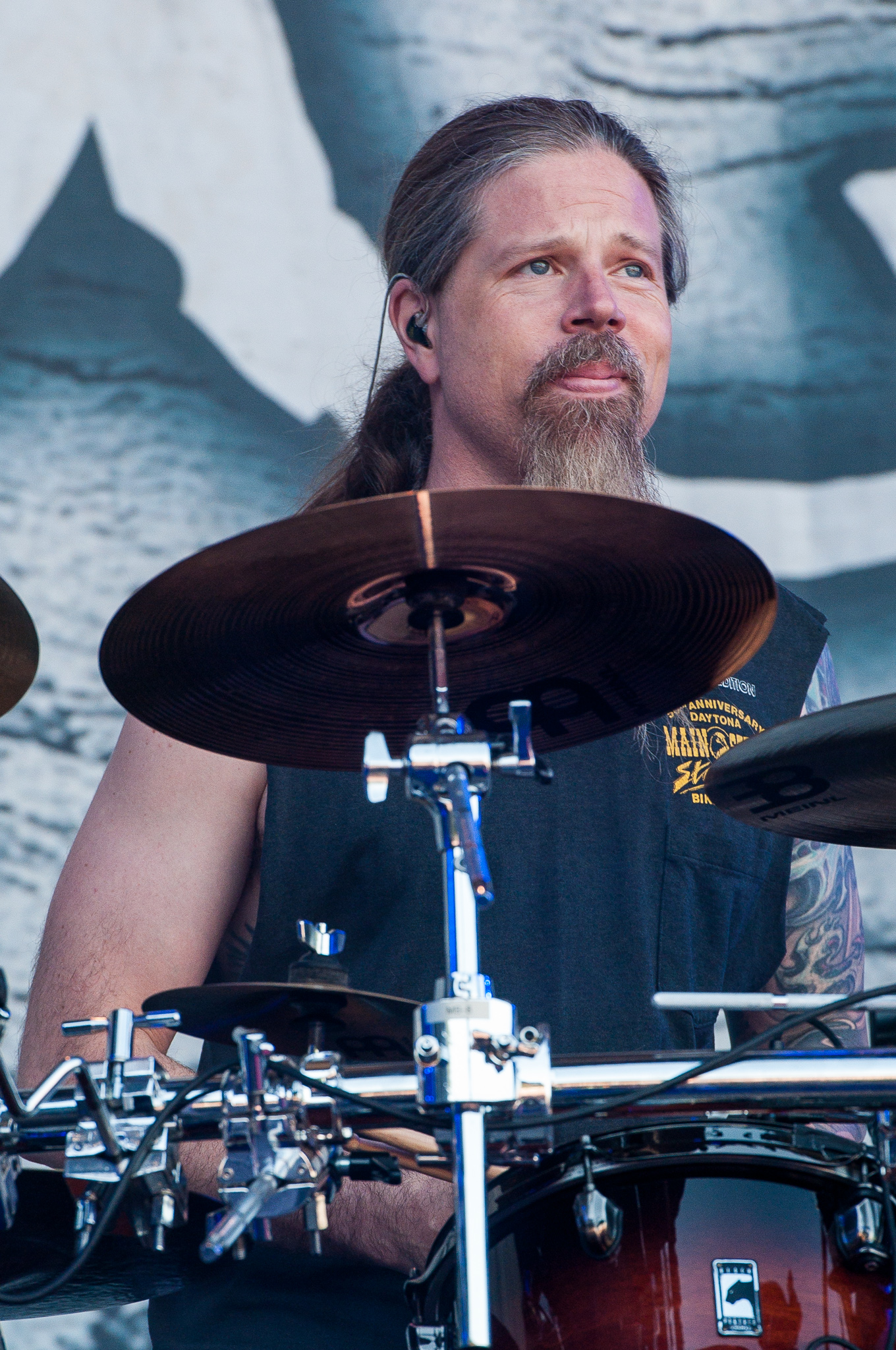
Chris Adler

Il 29 agosto 2005 la band presenta il nuovo DVD, Killadelphia, che testimonia l'ultimo tour, di supporto ad Ashes of the Wake. Il disco contiene la performance di Filadelfia al Trocadéro nell'ottobre 2004 e inoltre contiene 3 video, commenti da parte del gruppo e diverse scene dal backstage. Nello stesso anno compaiono anche nel documentario Metal: A Headbanger's Journey.
Il 22 maggio del 2006 la Epic Records pubblica Sacrament, quinto album della band disponibile anche in un'edizione limitata che comprende anche un DVD contenente 90 minuti di "dietro le quinte" e in una premium che contiene in una pen-drive le tracce separate di voce, basso, chitarre e batteria. Quest'album, insieme al precedente, è considerato all'oggi uno dei maggiori successi della band, con la presenza di pezzi estremi e sempre riproposti in sede live come Redneck, Walk with Me in Hell, Again We Rise e Descending, per citare solo le più conosciute. Le strutture di questo lavoro coronano tutto il sapere musicale dei Lamb of God. Lo stesso Randy Blythe dichiarò di essersi spinto fino al vomito e all'emicrania per registrare le parti vocali. In seguito parteciperanno all'Unholy Alliance Tour, un tour mondiale organizzato dagli Slayer in compagnia anche di Children of Bodom, Mastodon (sostituiti dagli In Flames nella parte europea del tour) e Thine Eyes Bleed.
Il 1º luglio 2008 la band pubblica il doppio DVD intitolato Walk with Me in Hell, un documentario sulla vita della band durante il tour di promozione a Sacrament nel 2007.

### La svolta conWrath
Nel settembre 2009 la band pubblica Wrath, di cui sono state concesse numerose interviste e fatti molti commenti prima e dopo l'uscita del prodotto. L'album, secondo quanto dichiarato, presenta sonorità groove metal e thrash metal di stampo più moderno sempre più evidenti e rappresenta un ottimo lavoro per il quintetto statunitense, sebbene non abbia eguagliato il successo di alcuni album precedenti. L'album, a detta di molti, è stato un "pugno in faccia", data la saturazione del suono, le sonorità fresche e potenti, i ritmi più puliti e veloci. Inoltre, questo prodotto segna il cambiamento di etichetta, dalla Epic Records alla Roadrunner. L'album è disponibile anche in una premium edition dove si possono ascoltare separatamente le parti di basso e batteria e dove vi sono anche due tracce bonus in più: We Die Alone e Shoulder of Your God.

### Resolutione l'arresto di Blythe

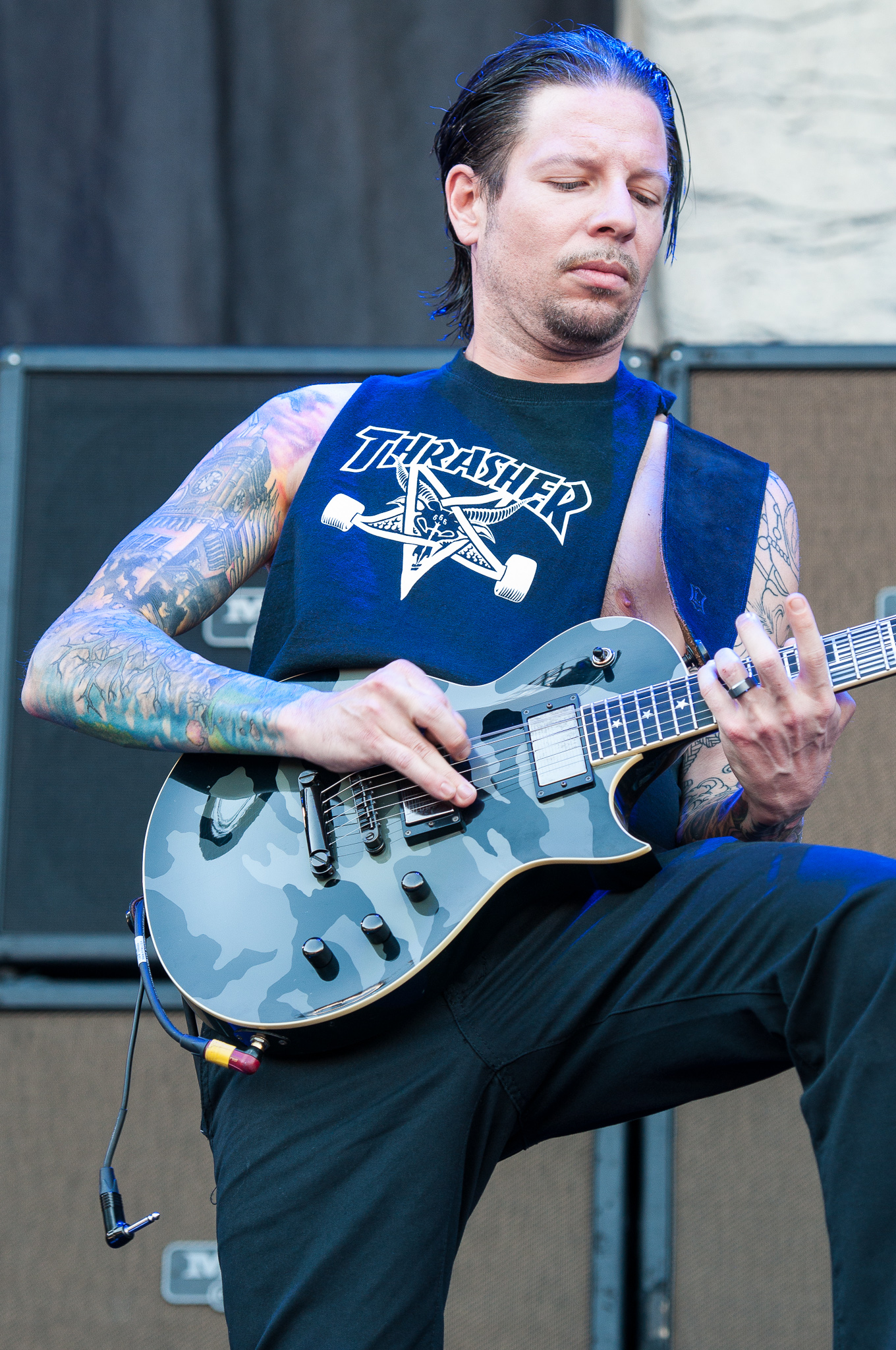
Willie Adler

A febbraio 2011 esce Hit The Wall, singolo prodotto per un'azienda di videogames. Il 24 gennaio 2012 esce il loro ultimo album, Resolution, che corona tutti gli anni di gavetta e sacrifici della band. L'album ha ricevuto riscontri positivi nelle riviste del genere e nei fan sempre più numerosi del quintetto, proponendosi come uno dei prodotti più freschi nel campo Metal del 2012. Con quest'ultimo album, i Lamb of God hanno unito tutti gli elementi che li contraddistinguevano, come il thrash metal, il punk, il death metal, lo sludge e il groove e anche parti orchestrali e southern. È stato pubblicato in rete anche il video ufficiale della canzone Ghost Walking, con una grafica da film-cartone animato, che rimanda ad uno scenario di servizi segreti e omicidi di Stato.

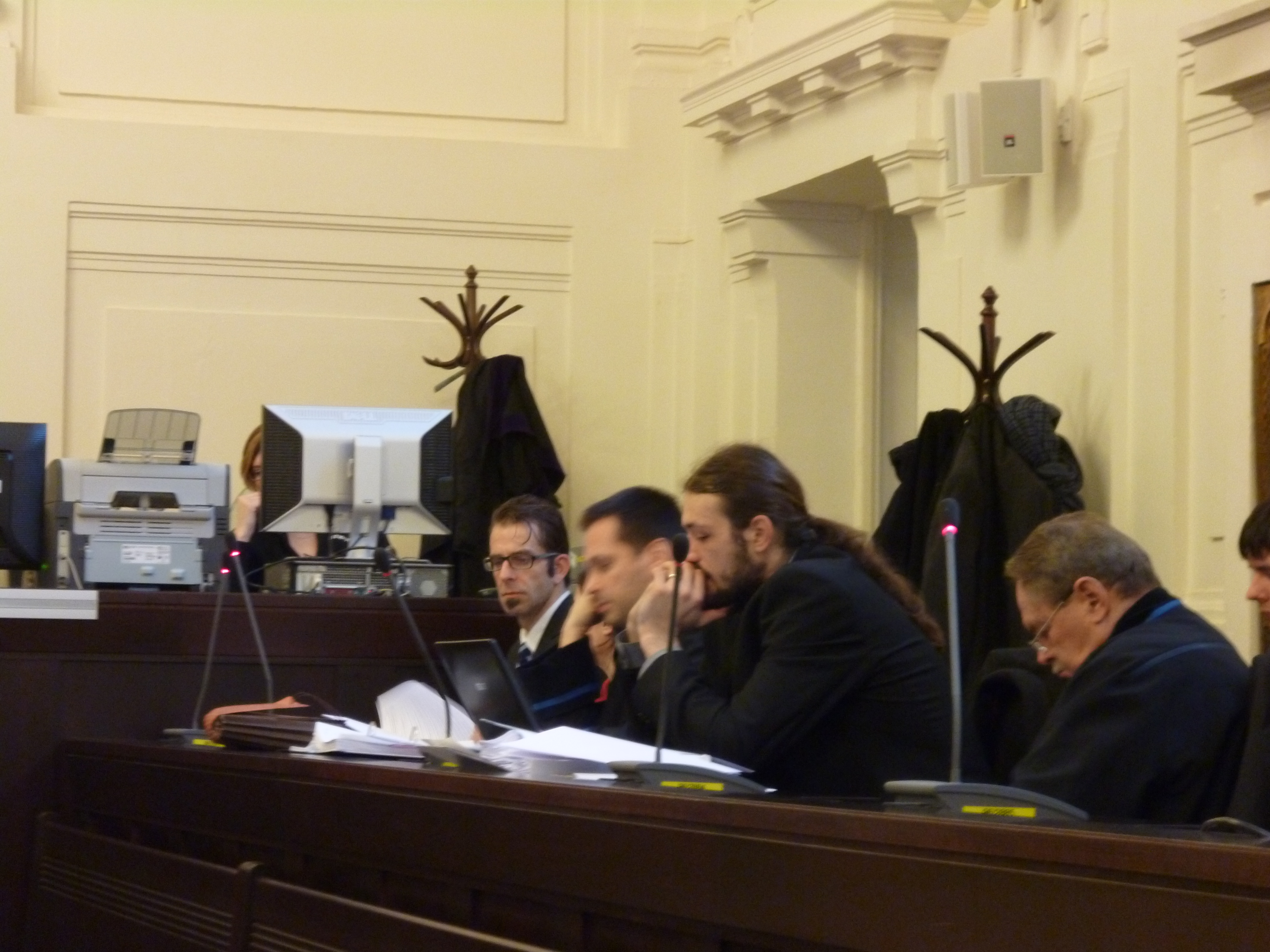
Randy Blythe, a sinistra, con il suo team di difesa durante un'udienza del processo a Praga

Il 27 giugno 2012 Blythe viene arrestato a Praga a causa della morte di un ragazzo (deceduto per emorragia cerebrale) durante un concerto del gruppo nel maggio 2010, vicenda secondo la giustizia conseguente a una spinta del cantante in seguito ai tre tentativi del fan diciannovenne di abbracciarlo. Al primo e secondo tentativo, è stato scaraventato dal palco dal security service, mentre la terza volta è stato il cantante a scrollarselo di dosso, temendo per la propria incolumità. Nonostante tutto, nessun mandato in Repubblica Ceca, né richiesta di estradizione in America furono mai presentate ai legali della band. Appena sceso dall'aereo, il cantante è stato fermato dalla polizia ceca ed è stato portato in carcere in attesa di un processo e di una sentenza in merito. In un'intervista ha dichiarato di tenere un diario sulla sua esperienza in carcere, riguardo alla vicenda e di conversare con il suo compagno di cella, volendone imparare anche la lingua (il detenuto viene dalla Mongolia). Come sostegno esterno alla band per Randy, è stato creato un blog, FreeRandyBlythe, uno spazio dove sostenere il cantante nelle spese legali e con dei commenti di incoraggiamento. Alcuni musicisti che si sono espressi sull'argomento sono stati Mike Portnoy, Cristina Scabbia, Slash, Paolo Gregoletto e Sebastian Bach. Il cantante è stato scarcerato, infine, il 6 agosto 2012, pagando complessivamente 370000$ di cauzione, e ha fatto ritorno in America in aereo.
In seguito, ha scritto una lettera ufficiale ai fan e alle autorità, dove si dichiara pienamente disposto a tornare a Praga qualora fosse necessario e affrontare completamente il processo, essendosi dichiarato innocente e fiducioso nella giustizia; ha inoltre espresso la sua vicinanza ai genitori del ragazzo morto, vicenda che ha toccato nel 2000 anche Blythe (che perse una figlia). Al momento Blythe risiede a Richmond e ha ripreso l'attività della band in giro per il mondo, specie per recuperare il denaro delle spese legali.
Per quanto riguarda il lato musicale e commerciale del gruppo, è stata annunciata, via YouTube, l'uscita nel 2013 del DVD As the Palaces Burn, contenente filmati di vari meet and greet con i fan, concerti, il loro rapporto con il pubblico e, da come traspare nel trailer, anche delle riflessioni sulla condizione dei paesi dell'America Latina e delle parti più disagiate del mondo.

### VII: Sturm und Drang

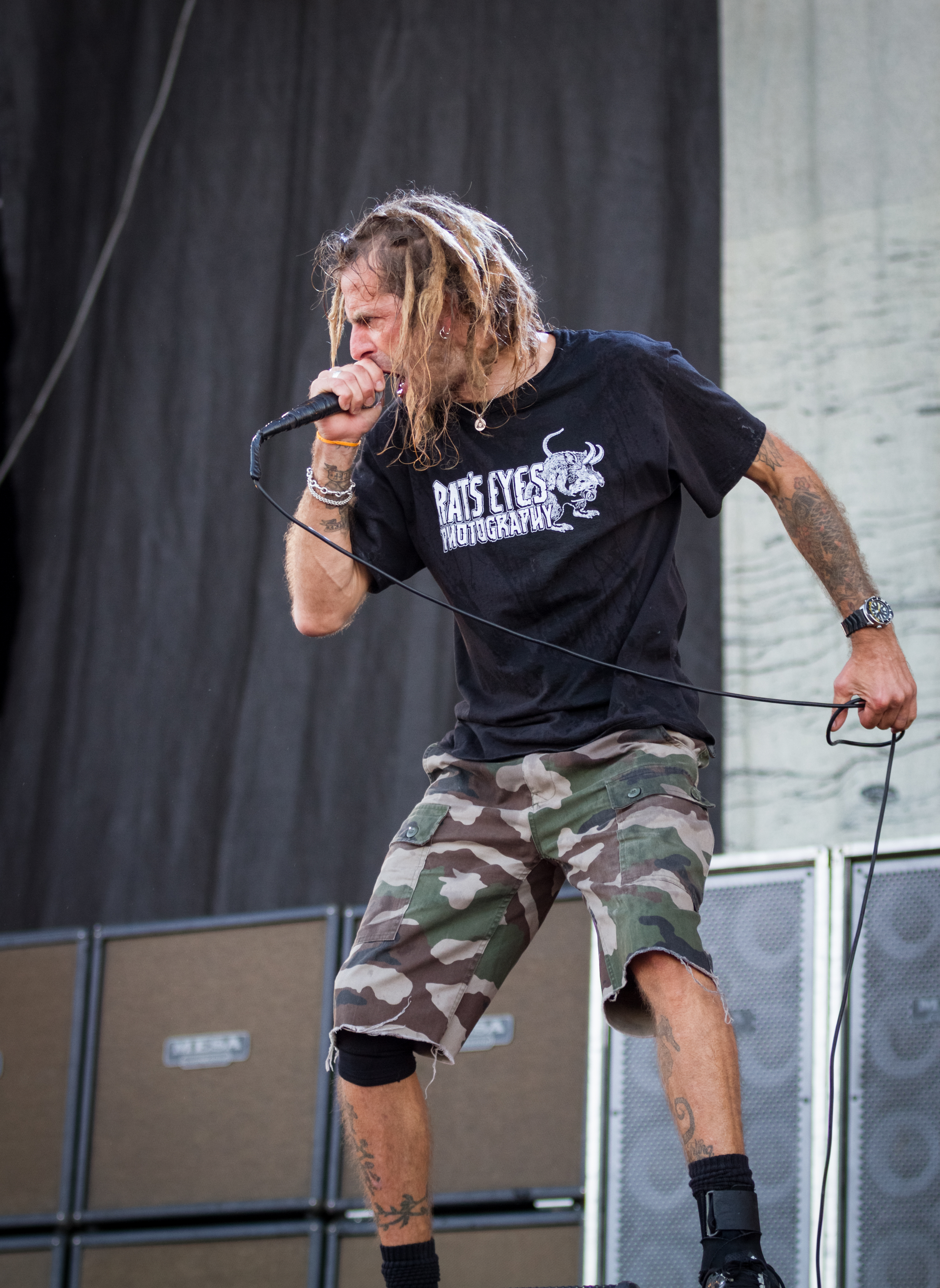
Randy Blythe in concerto nel 2015

Nonostante alcuni annunci del gruppo, nei quali veniva spiegata la loro intenzione di registrare l'ottavo album in studio nel 2014, con l'intenzione di completarlo al termine dell'anno, Chris Adler ha spiegato, nel corso di un'intervista concessa a The Virginian-Pilot che oltre alle ingenti spese legali che la band ha incontrato nel processo di Blythe, l'inattività del gruppo durante il processo ha comportato l'assenza di nuove entrate, che alla fine hanno esaurito i loro fondi.
Il 26 gennaio 2014 Blythe ha rivelato attraverso Instagram di prendersi una lunga pausa dai Lamb of God, a causa dello stress accumulato tra la tournée di Resolution e il processo a Praga. La band stessa ha confermato la pausa, spiegando tuttavia di fare qualche apparizione in alcuni festival.
Nel mese di settembre Blythe ha rivelato la pubblicazione dell'ottavo album dei Lamb of God per gli inizi del 2015 e che avrebbe presentato testi da lui scritti durante la sua carcerazione. Intitolato VII: Sturm und Drang, il disco è stato infine pubblicato nel luglio 2015, anticipato dai singoli Still Echoes e 512.
Intorno allo stesso periodo, Chris Adler è entrato a far parte dei Megadeth, con i quali ha realizzato l'album Dystopia nel 2016. Adler ha in seguito abbandonato il gruppo pochi mesi più tardi per concentrarsi con i Lamb of God.
Il 14 novembre 2016 il gruppo ha pubblicato l'EP The Duke, contenente due inediti composti durante le sessioni di VII: Sturm und Drang e tre brani eseguiti dal vivo. Il brano omonimo è stato dedicato a un fan e amico di Randy Blythe, Wayne Ford, scomparso dopo una battaglia di cinque anni contro la leucemia.

### Pausa eLegion: XX
Il 4 aprile 2017 Blythe ha rivelato che per i Lamb of God era giunta l'ora di «andare realmente in pausa» una volta terminato il tour estivo nell'America del Nord. Anche il chitarrista Mark Morton ha confermato, aggiungendo tuttavia che il gruppo avrebbe continuato a realizzare musica
Agli inizi del 2018 i Lamb of God sono stati annunciati tra i gruppi di supporto del Farewell Tour degli Slayer, insieme a Anthrax, Behemoth e Testament. Nel mese di marzo il gruppo ha rivelato la pubblicazione dell'album di cover Legion: XX per il 18 maggio sotto il nome originario di Burn the Priest. Si tratta della prima pubblicazione sotto questo nome dai tempi dell'omonimo album del 1999.
Nel 2018 Chris Adler annuncia la sua separazione della band per seguire la tournée dei Megadeth. Al suo posto entra come batterista turnista Art Cruz ( già batterista di Prong e Winds of Plague ), che nel 2019 diventerà membro effettivo della band e parteciperà alla registrazione dell'album Lamb of God (album).

## Stile musicale

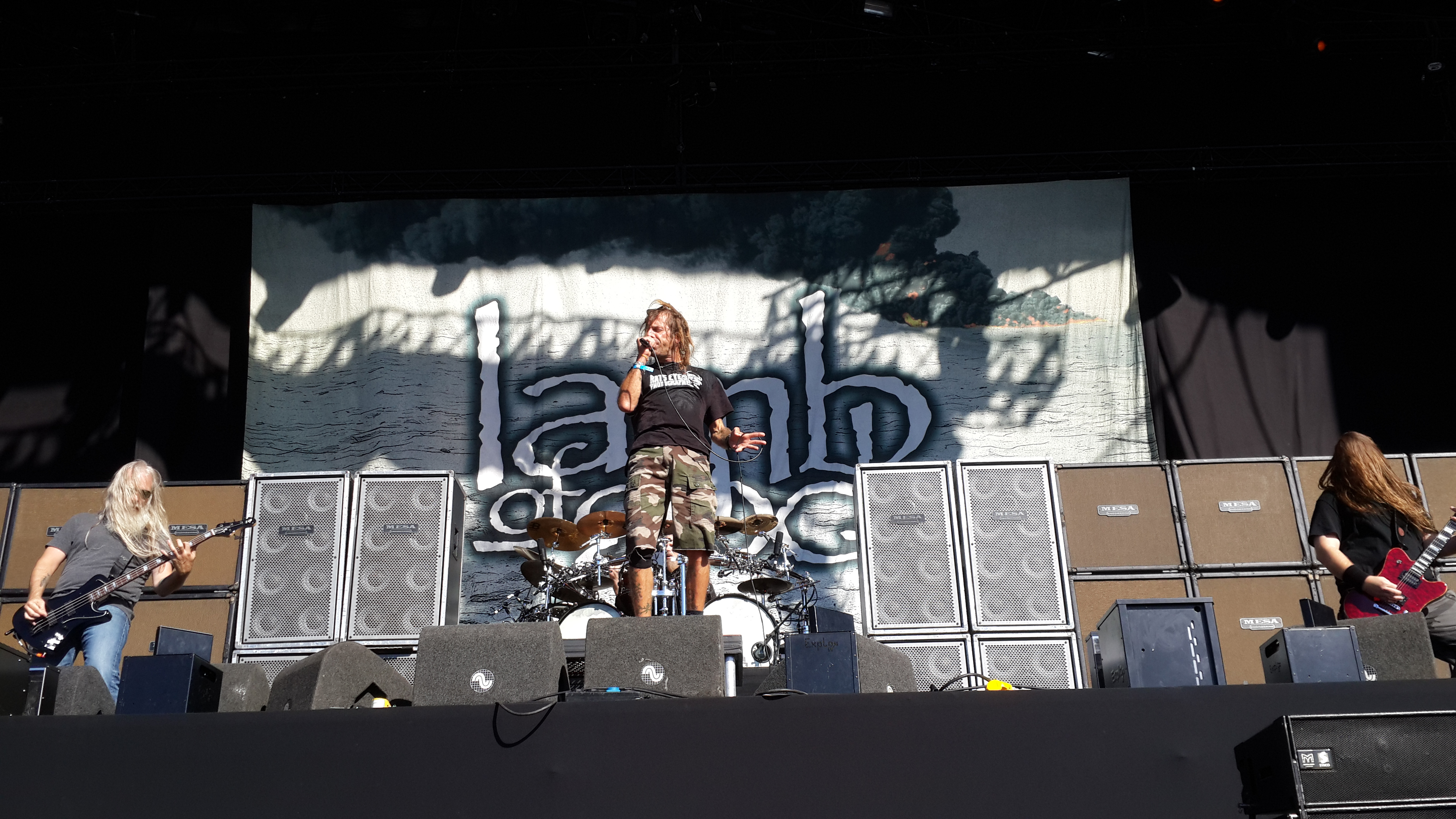
I Lamb of God al FortaRock 2015

Lo stile dei Lamb of God è facilmente accostabile al groove metal, con forti elementi thrash metal, death metal, metalcore, hardcore punk e sludge metal. Secondo il chitarrista Willie Adler, i Lamb of God sono una thrash metal band, mentre secondo il bassista John Campbell sarebbero una band punk che suona heavy metal; sempre Campbell ha dichiarato comunque che la maggior parte del loro stile compositivo proviene da gruppi come Slayer, Pantera, Megadeth, Overkill, Metallica e che c'è un elemento blues nei loro pezzi da non sottovalutare. I brani alternano parti veloci a parti lente, con un frequente utilizzo del palm-muting e di tempi dispari. Le tematiche sono varie: si va dalla politica al capitalismo, dalla storia degli Stati Uniti d'America alla guerra, religione e molto altro.

## Formazione

### Formazione attuale
- Randy Blythe – voce (1995-presente)
- Mark Morton – chitarra (1990-presente)
- Willie Adler – chitarra (1999-presente)
- John Campbell – basso (1990-presente)
- Arturo Cruz – batteria (2019-presente)

### Turnisti
- Phil Demmel – chitarra (2022-presente)

### Ex componenti
- Abe Spear – chitarra (1994-1999)
- Matt Conner – chitarra (1994)
- Chris Adler – batteria (1990-2019)

### Ex turnisti
- Robert Meadows – voce (2001)
- Jason "Plunger" Sica – voce (2003)
- Buz McGrath – chitarra (2009)
- Doc Coyle – chitarra (2009)
- Matt DeVries – basso (2013)
- Paul Waggoner – chitarra (2014)
- Arturo "Art" Cruz – batteria (2018-2019)

## Discografia

### Con il nomeBurn The Priest
- 1995 – Burn the Priest (demo)
- 1997 – Burn the Priest/ZED (split con gli ZED)
- 1997 – Demo (demo)
- 1998 – Burn the Priest/Agents of Satan (split con gli Agents of Satan)
- 1998 – Sevens and More (compilation)
- 1999 – Burn the Priest
- 2018 – Legion: XX (album tributo)
- 2018 – Inherit the Earth/In the Meantime (singolo)

### Con il nomeLamb Of God

#### Album in studio
- 2000 – New American Gospel
- 2003 – As the Palaces Burn
- 2004 – Ashes of the Wake
- 2006 – Sacrament
- 2009 – Wrath
- 2012 – Resolution
- 2015 – VII: Sturm und Drang
- 2020 – Lamb of God
- 2022 – Omens

#### Album dal vivo
- 2005 – Killadelphia
- 2021 – Live in Richmond, VA

#### Raccolte
- 2010 – Hourglass: The Anthology
- 2010 – Music from the film As the Palaces Burn

#### EP e Singoli
- 2003 – As the Palaces Burn
- 2004 – Laid to Rest
- 2004 – Pure American Metal EP
- 2006 – Walk with Me in Hell
- 2008 – Contractor
- 2009 – Set to Fail
- 2011 – Hit the Wall
- 2015 – 512
- 2015 – Still Echoes
- 2015 – Wine & Piss - Nightmare Seeker (The Little Red House)
- 2016 – The Duke EP
- 2020 – Memento Mori
- 2021 – Ghost Shaped People

#### Split
- 2003 – As the Palaces Burn (split con All That Remains, Crematorium, Byzantine, Himsa, Cannae)
- 2007 – Golden Gods 2007 (split con Dimmu Borgir, Machine Head, Turisas, Priestess)
- 2009 – In Your Words/Fate Stepped In (split con DevilDriver)
- 2020 – 666 - World Divided/Checkmate (split con Kreator)

## Videografia
- 2003 – Terror and Hubris
- 2005 – Killadelphia
- 2006 – The Unholy Alliance - Chapter II: Preaching The Perverted (split video con Children of Bodom, Slayer, Mastodon, Thine Eyes Bleed)
- 2008 – Walk with Me in Hell
- 2009 - Set To Fail
- 2009 - As the Palaces Burns
- 2009 - Ruin
- 2009 - Redneck
- 2011 - Laid to Rest
- 2012 - Desolation
- 2012 - Ghost Walking
- 2013 - Ghost Shaped People
- 2013 - Vigil
- 2014 – As the Palaces Burn
- 2015 - 512
- 2015 - Overlord
- 2016 - Embers ft. Chino Moreno
- 2018 - Burn the Priest - Inherit the Earth
- 2020 - Memento Mori
- 2020 - Checkmate
- 2020 - Gears
- 2022 - Nevermore
- 2022 - Ditch
- 2022 - Wake up Dead ft. Dave Mustaine
- 2022 - Omens